# 舍納赫河
47°51′14″N 10°55′27.5″E / 47.85389°N 10.924306°E

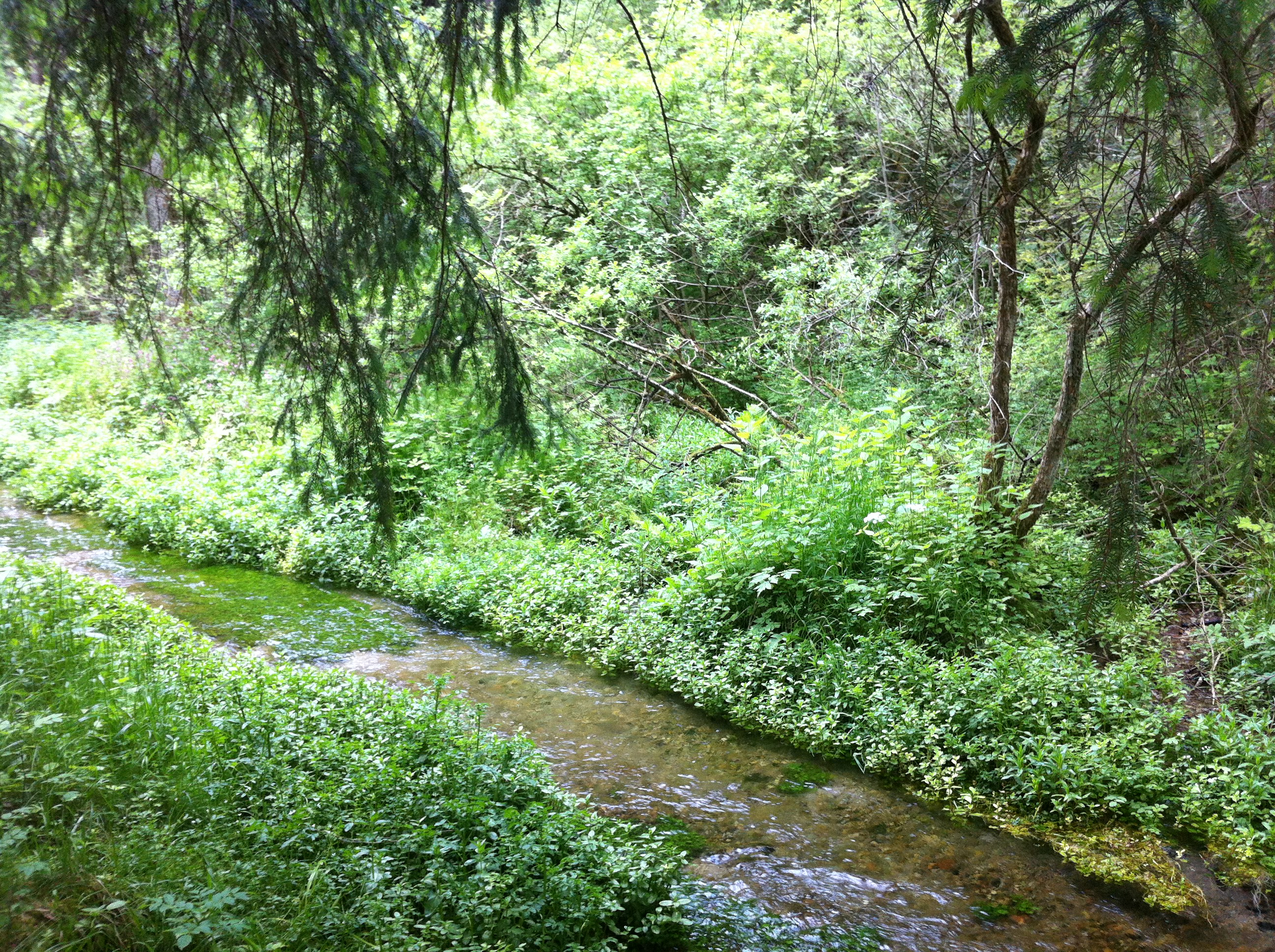

舍納赫河（德語：Schönach），是德國的河流，位於該國東南部，由巴伐利亞負責管轄，處於魏爾海姆-雄高縣，屬於萊希河的左支流，河道全長14公里，流域面積72平方公里。